# Gran Premi d'Itàlia del 1980
Resultats del Gran Premi d'Itàlia de Fórmula 1 de la temporada 1980 disputat al circuit d'Imola el 14 de setembre del 1980.

## Resultats
| Pos | No | Pilot                 | Equip             | Voltes | Temps/ Retirada    | Pos. de sortida | Punts |
| --- | -- | --------------------- | ----------------- | ------ | ------------------ | --------------- | ----- |
| 1   | 5  | Nelson Piquet         | Brabham - Ford    | 60     | 1h 38' 07. 52      | 5               | 9     |
| 2   | 27 | Alan Jones            | Williams - Ford   | 60     | + 28.93 s          | 6               | 6     |
| 3   | 28 | Carlos Reutemann      | Williams - Ford   | 60     | + 1' 13.67 min.    | 3               | 4     |
| 4   | 12 | Elio de Angelis       | Lotus - Ford      | 59     | + 1 Volta          | 18              | 3     |
| 5   | 21 | Keke Rosberg          | Fittipaldi - Ford | 59     | + 1 Volta          | 11              | 2     |
| 6   | 25 | Didier Pironi         | Ligier - Ford     | 59     | + 1 Volta          | 13              | 1     |
| 7   | 8  | Alain Prost           | McLaren - Ford    | 59     | + 1 Volta          | 24              |       |
| 8   | 1  | Jody Scheckter        | Ferrari           | 59     | + 1 Volta          | 16              |       |
| 9   | 26 | Jacques Laffite       | Ligier - Ford     | 59     | + 1 Volta          | 20              |       |
| 10  | 16 | René Arnoux           | Renault           | 58     | + 2 Voltes         | 1               |       |
| 11  | 50 | Rupert Keegan         | Williams - Ford   | 58     | + 2 Voltes         | 21              |       |
| 12  | 31 | Eddie Cheever         | Osella - Ford     | 57     | + 3 Voltes         | 17              |       |
| 13  | 3  | Jean-Pierre Jarier    | Tyrrell - Ford    | 54     | Frens              | 12              |       |
| Ret | 15 | Jean-Pierre Jabouille | Renault           | 53     | Caixa canvi        | 2               |       |
| Ret | 9  | Marc Surer            | ATS - Ford        | 45     | Motor              | 23              |       |
| Ret | 11 | Mario Andretti        | Lotus - Ford      | 40     | Motor              | 10              |       |
| Ret | 29 | Riccardo Patrese      | Arrows - Ford     | 38     | Motor              | 7               |       |
| Ret | 4  | Derek Daly            | Tyrrell - Ford    | 33     | Accident           | 22              |       |
| Ret | 7  | John Watson           | McLaren - Ford    | 20     | Pressió de la roda | 14              |       |
| Ret | 6  | Hector Rebaque        | Brabham - Ford    | 18     | Suspensions        | 9               |       |
| Ret | 20 | Emerson Fittipaldi    | Fittipaldi - Ford | 17     | Accident           | 15              |       |
| Ret | 2  | Gilles Villeneuve     | Ferrari           | 5      | Punxada            | 8               |       |
| Ret | 23 | Bruno Giacomelli      | Alfa Romeo        | 5      | Punxada            | 4               |       |
| Ret | 22 | Vittorio Brambilla    | Alfa Romeo        | 4      | Virolla            | 19              |       |
| NVQ | 43 | Nigel Mansell         | Lotus - Ford      |        |                    |                 |       |
| NVQ | 30 | Manfred Winkelhock    | Arrows - Ford     |        |                    |                 |       |
| NVQ | 14 | Jan Lammers           | Ensign - Ford     |        |                    |                 |       |
| NVQ | 41 | Geoff Lees            | Ensign - Ford     |        |                    |                 |       |

## Altres
- Pole: René Arnoux 1' 33. 988

- Volta ràpida: Alan Jones 1' 36. 089 (a la volta 47)

- Aquest és l'únic GP d'Itàlia que no s'ha disputat al circuit de Monza